# Свети Георги (Смърдеш)
Вижте пояснителната страница за други значения на Свети Георги.
„Свети Георги“ (на гръцки: Αγίου Γεωργίου) е възрожденска православна църква, разположена в бившето костурското село Смърдеш (Кристалопиги), част от Костурската епархия на Вселенската патриаршия.

## Местоположение
Храмът е построен в края на XIX век в центъра на старото село Смърдеш, а днес е в източния край на новото на 800 m надморска височина.

## История
Църквата е построена от епирски майстори. Датата „1891 - 93 март 25“ е изписана в средата на четирите прозореца на дясната галерия на църквата.
На 14 октомври 2017 година църквата е преосветена от митрополит Серафим Костурски.

## Описание
Представлява внушителна трикорабна базилика с дървен покрив, иззидана с местен камък. На западната страна на църквата има кулообразна четириетажна камбанария с надпис на фронтона на последния етаж „1891“. Особен интерес представлява конфигурацията на западната фасада на базиликата, по която, ако липсваше камбанарията, не би могло да се предположи, че е църква.
Във вътрешността на иконостаса има забележителни икони, дело на зограф от Бел камен (Дросопиги).
Преди църквата има голяма каменна чешма с надпис:
| „ | ΠΡΩΤΗ ΚΤΙΣΗΣ 1747 ΓΕΝΙΚΗ ΕΠΙ ΣΚΕΥΗΔΑΠΑΝΗ Τ; ΚΟΙΝΚΡΟΥΣΠΗΓΗΣ 1927; | “ |